# Hamlet, Prinz von Dänemark (1961)
Hamlet, Prinz von Dänemark is een Duitse film uit 1961, gebaseerd op het toneelstuk Hamlet van William Shakespeare. De regie was in handen van Franz Peter Wirth. De hoofdrollen werden vertolkt door Maximilian Schell, Hans Caninenberg en Wanda Rotha.

## Verhaal
Prins Hamlet keert terug naar zijn paleis in Denemarken, enkel om te ontdekken dat zijn vader is overleden en dat zijn oom Claudius is getrouwd met zijn moeder, Gertrude. De geest van Hamlets vader verschijnt aan hem, en beveelt Hamlet om hem te wreken. Hamlet zet een toneelstuk in scène om te bewijzen dat Claudius achter de dood van zijn vader zat. Hij doodt echter per ongeluk Polonius, de vader van zijn vriendin Ophelia. Dit drijft haar tot waanzin, terwijl haar broer Laertes nu zijn vaders dood wil wreken. In een laatste confrontatie probeert Claudius Hamlet te vergiftigen met Laertes' zwaard en een gifbeker. Gertrude neemt het gif in uit schuldgevoel, terwijl Hamlet beseft dat Laertes' zwaard vergiftigd is.

## Cast
| Acteur              | Personage    | Opmerkingen    |
| ------------------- | ------------ | -------------- |
| Maximilian Schell   | Hamlet       |                |
| Hans Caninenberg    | Claudius     |                |
| Wanda Rotha         | Gertrude     |                |
| Dunja Movar         | Ophelia      |                |
| Franz Schafheitlin  | Polonius     |                |
| Dieter Kirchlechner | Laertes      |                |
| Karl Michael Vogler | Horatio      |                |
| Eckart Dux          | Rosencrantz  | als Eckard Dux |
| Herbert Bötticher   | Guildenstern |                |
| Karl Lieffen        | Osric        |                |
| Rolf Boysen         | Bernardo     |                |
| Michael Paryla      | Francisco    |                |

## Achtergrond
De film werd in een nagesynchroniseerde versie uitgebracht in Amerika onder de titel Hamlet. Deze versie van de film werd bespot in de cultserie Mystery Science Theater 3000.